# マニラLRT1号線
ライトレール・トランジット1号線（ライトレール・トランジットいちごうせん、英語: Light Rail Transit Line 1、通称：LRT-1）は、フィリピンのマニラ首都圏で運営されているマニラ・ライトレール・トランジット・システム（マニラLRT）の路線である。

## 概要
LRT1号線は1984年にマニラ・ライトレール・トランジット・システムの最初の路線として開業した。以前はイエローラインとも呼ばれていたが、2012年のラインカラー変更後はグリーンラインと呼ばれている。
全長19.65km、20の駅を持ち、全線が高架鉄道となっている。主にタフト通り、リサール通り、エドゥサ通りに沿っている。バクララン駅 - モニュメント駅間を南北に、モニュメント駅 - ノース・アベニュー駅間を東西に走っている。

### 路線データ
- 営業主体：ライトレール・トランジット・オーソリティ (LRTA)
- 建設主体：ライトレール・トランジット・オーソリティ (LRTA)
- 路線距離：全長19.65km
- 軌間：1,435mm
- 最高速度：80km/h
- 駅数：合計20駅（起終点駅含む）
- 複線区間：全線
- 電化区間：全線電化

### 乗車券
2015年7月20日より非接触式ICカードen:Beep (smart card)が導入されている。
- 片道乗車券 (Single Journey Ticket)

購入当日のみ使用可能。
- チャージ式(Stored Value Ticket)

20ペソでカード自体を購入し、最低10ペソから最高10,000ペソまでチャージ可能。
LRT1号線およびLRT2号線とMRT3号線で共通で利用できるほか、マニラ首都圏の一部のバス路線、高速道路の料金所のほか、ファミリーマート、サークルK等でも利用可能な電子マネー機能を搭載している。

## 歴史
1984年12月1日、バクララン駅 - セントラル・ターミナル駅間が先行開業した。
1985年5月12日、セントラル・ターミナル駅 - モニュメント駅間が開業し、全線開業となった。
2000年12月30日、リサール・デー同時爆破事件：ブルメントリット駅付近にて1037号車が爆破し、22人が死亡、数百人が負傷した。ジェマ・イスラミアおよびモロ・イスラム解放戦線のメンバーら8人が指名手配され、3名が起訴された。1037号車は著しい損傷のため廃車となったが、修復する計画もある。
2010年3月22日、MRT3号線計画の部分をLRT1号線が延伸する形でモニュメント駅 - バリンタワク駅間が開業した。
2010年10月22日、同延伸計画に沿ってバリンタワク駅 - ルーズベルト駅間が開業した。
2020年9月、ノース・トライアングル・コモン駅（仮称）建設のため、ルーズベルト駅が一時的に閉鎖され、バリンタワク駅までの運行となった。

## 車両
- 1000形
- 1100形
- 1200形
- 13000形

各車両形式の詳細は、それぞれの車両記事を参照のこと。

## 駅一覧
| 駅名                         | 駅名                             | 駅間キロ (km) | 累計キロ (km) | 接続路線・備考                           | 所在地       |
| ---------------------------- | -------------------------------- | ------------- | ------------- | ---------------------------------------- | ------------ |
| ルーズベルト駅               | Fernando Poe Jr. 旧名：Roosevelt | -             | 0.0           | MRT： 3 MRT3号線（ノース・アベニュー駅） | ケソン市     |
| バリンタワク駅               | Balintawak                       | 1.9           | 1.9           |                                          | ケソン市     |
| モニュメント駅               | Monumento                        | 2.3           | 4.1           |                                          | カローカン   |
| 5th アベニュー駅             | 5th Avenue                       | 1.1           | 5.2           |                                          | カローカン   |
| R. パパ駅                    | R. Papa                          | 1.0           | 6.2           |                                          | マニラ       |
| アバド・サントス駅           | Abad Santos                      | 0.7           | 6.8           |                                          | マニラ       |
| ブルメントリット駅           | Blumentritt                      | 0.9           | 7.8           | PNR：首都圏通勤線（ブルメントリット駅）  | マニラ       |
| タユマン駅                   | Tayuman                          | 0.7           | 8.4           |                                          | マニラ       |
| バンバン駅                   | Bambang                          | 0.6           | 9.0           |                                          | マニラ       |
| ドロテオ・ホセ駅             | Doroteo Jose                     | 0.7           | 9.7           | LRT： 2 LRT2号線（レクト駅）             | マニラ       |
| カリエド駅                   | Carriedo                         | 0.7           | 10.4          |                                          | マニラ       |
| セントラル・ターミナル駅     | Central Terminal                 | 0.7           | 11.1          |                                          | マニラ       |
| ユナイテッド・ネーションズ駅 | United Nations                   | 1.2           | 12.3          |                                          | マニラ       |
| ペドロ・ヒル駅               | Pedro Gil                        | 0.8           | 13.1          |                                          | マニラ       |
| キリノ駅                     | Quirino                          | 0.8           | 13.9          |                                          | マニラ       |
| ビト・クルス駅               | Vito Cruz                        | 0.8           | 14.7          |                                          | マニラ       |
| ヒル・プヤット駅             | Gil Puyat                        | 1.1           | 15.8          |                                          | パサイ       |
| リベルタッド駅               | Libertad                         | 0.7           | 16.5          |                                          | パサイ       |
| エドゥサ駅                   | EDSA                             | 1.0           | 17.5          | MRT： 3 MRT3号線（タフト・アベニュー駅） | パサイ       |
| バクララン駅                 | Baclaran                         | 0.6           | 18.1          |                                          | パサイ       |
| レデンプトリスト駅           | Redemptorist                     | 0.9           | 18.9          |                                          | パラニャーケ |
| マニラ国際空港駅             | Manila International Airport     | 1.3           | 20.3          |                                          | パラニャーケ |
| アジア・ワールド駅           | Asia World                       | 1.1           | 21.4          |                                          | パラニャーケ |
| ニノイ・アキノ駅             | Ninoy Aquino                     | 1.4           | 22.8          |                                          | パラニャーケ |
| ドクター・サントス駅         | Dr. Santos                       | 1.7           | 24.4          |                                          | パラニャーケ |

### 延伸予定区間

#### 北側延伸予定区間
| 駅名                                     | 駅名                  | 駅間キロ (km) | 累計キロ (km) | 接続路線・備考                | 所在地   |
| ---------------------------------------- | --------------------- | ------------- | ------------- | ----------------------------- | -------- |
| ルーズベルト駅                           | Roosevelt             | -             | -             |                               | ケソン市 |
| ノース・トライアングル・コモン駅（仮称） | North Triangle Common | -             | -             | MRT： 3 MRT3号線、 7 MRT7号線 | ケソン市 |

#### 南側延伸予定区間
| 駅名           | 駅名      | 駅間キロ (km) | 累計キロ (km) | 接続路線・備考 | 所在地             |
| -------------- | --------- | ------------- | ------------- | -------------- | ------------------ |
| ラスピニャス駅 | Las Piñas | -             | -             |                | ラスピニャス       |
| サポテ駅       | Zapote    | -             | -             |                | カヴィテ州バコール |
| ニオグ駅       | Niog      | -             | -             |                | カヴィテ州バコール |

- 斜体は未開業、閉鎖中
- 全線地上区間

## 計画

### 南側延伸計画

2003年にアロヨ元大統領が発表した計画に基づく路線図。MRT3号線およびフィリピン国鉄線が含まれている。

メトロ・マニラ鉄道計画によると、LRT1号線の南側延伸が計画されている。計画ではパラニャーケ、ラスピニャス、およびカヴィテ州バコールにまたがる11.4kmの区間に10駅を設ける予定である。
マニラ国際空港（Manila International Airport）駅が設置される予定だが、第1ターミナルから2キロほど離れた場所で、ターミナルには直結しない。